# S+ Systemmöbel

Regalsystem 606 von Dieter Rams für sdr+

Die S+ Systemmöbel GmbH ist ein deutscher Hersteller hochwertiger Systemmöbel.

## Unternehmen
Das Unternehmen hat seinen Sitz in Köln. Produziert wird ausschließlich in Deutschland. Die Produkte werden in den Bereichen Büro, Bibliotheken und Wohnen eingesetzt. sdr+ stellte Möbel nach Entwürfen von Dieter Rams, Thomas Merkel und der Designfirma Dreiform her. Laut Firmenangabe liefen die Lizenzen für die Entwürfe von Dieter Rams 2012 aus; die Produktion, unter anderem des bekannten Regalsystems 606, wurde von sdr+ 2012 eingestellt. 2013 erfolgte die Umfirmierung in S+ Systemmöbel GmbH mit neuem Gesellschafterkreis. Die Palette von S+ stammt hauptsächlich von Thomas Merkel. Der Vertrieb erfolgt durch Fachhandelspartner im gehobenen Möbelfachhandel, heute in Deutschland, Österreich, der Schweiz, Italien, den Niederlanden, Spanien und Portugal.
Möbel von sdr+ befinden sich unter anderem im Bundeskanzleramt, Schloss Bellevue, Pinakothek der Moderne und im Postmuseum Berlin.
Vitsoe in Leamington Spa produziert seit 2012 exklusiv Rams’ Regalsystem 606, das Sesselprogramm 620 sowie den Beistelltisch 621.

## Auszeichnungen
- red dot design award für das Satztischprogramm 010 (2003)
- iF Design Award für das Garderobenprogramm 030 (2005)